# Seth Pomeroy
Seth Pomeroy (* 20. Mai 1706 in Northampton, Province of Massachusetts Bay, Kolonie des Königreichs Großbritannien, heute USA; † 9. Februar 1777 in Peekskill, New York) war ein britischer und amerikanischer Waffenschmied und General in den Franzosen- und Indianerkriegen und im Amerikanischen Unabhängigkeitskrieg.

## Privatleben
Seine Eltern waren Sarah Pomeroy, geborene King und Ebeneezer Pomeroy, ein prominenter Lokalpolitiker und Major in der Kolonialmiliz. Seth Pomeroy wurde Mechaniker und Waffenschmied, sowie Mitglied der lokalen Miliz im Hampshire County. Er erwarb sich einen Ruf als bester Waffenschmied der Kolonie. Pomeroy heiratete am 14. Dezember 1732 Mary Hunt (* 1705; † 1777), mit der er einen Sohn, Dr. Medad Pomeroy (* 1735; † 1819), hatte und die nur sieben Monate nach ihm starb.

## Franzosen- und Indianerkriege
Franzosen- und Indianerkriege werden in Nordamerika die militärischen Aktionen genannt, die als Teil europäischer dynastischer Kriege in Nordamerika stattfanden.

### King George’s War
Als Massachusetts einen Feldzug gegen die französischen Siedler in Neuschottland unternahm, folgte Major Seth Pomeroy dem Ruf von Gouverneur William Shirley nach Freiwilligen. Er war Teil des Feldzuges unter William Pepperell, der 1745 die Festung Louisbourg in Neuschottland einnahm. Pomeroy verwandte seine beruflichen Fähigkeiten zur Unterstützung von Richard Gridley, dem Chefmilitäringenieur des Feldzuges. Er stellte die Kanonen wieder her, die in einer abgelegenen Stellung erobert worden waren, nachdem die Franzosen sie unbrauchbar gemacht hatten und unterstützte das 46-tägige schwere Bombardement.

### Franzosen- und Indianerkrieg
1755 war Oberstleutnant Seth Pomeroy zweiter Offizier des Regimentes von Oberst Ephraim Williams. Sie marschierten nach New York, um die Einnahme von Crown Point zu unterstützen. Während sie unterwegs waren, wurden sie von einer Streitmacht von 800 französischen und kanadischen Truppen angegriffen, die von 600 irokesischen Kriegern unterstützt und von Baron Johann Hermann von Dieskau angeführt wurden. Oberst Ephraim Williams wurde getötet und Pomeroy übernahm das Kommando. Trotz großer Verluste erreichten sie das britische Lager am Südende des Lake George. Dort errichteten sie in aller Eile einen Wall aus Holzstämmen und Fuhrwerken und leisteten Widerstand mit Unterstützung von Kanonen und zusätzlichen Kräften unter General William Johnson. Die Indianer und Kanadier wollten nicht auf offenem Feld angreifen. Als Baron Dieskau verwundet wurde, zog sich die gesamte französische Streitmacht nach Fort Frontenac (heute Fort Ticonderoga) zurück. Baron Dieskau wurde gefangen genommen und William Johnson begann Fort Edward zu errichten, um das Gebiet zu schützen.

## Amerikanischer Unabhängigkeitskrieg

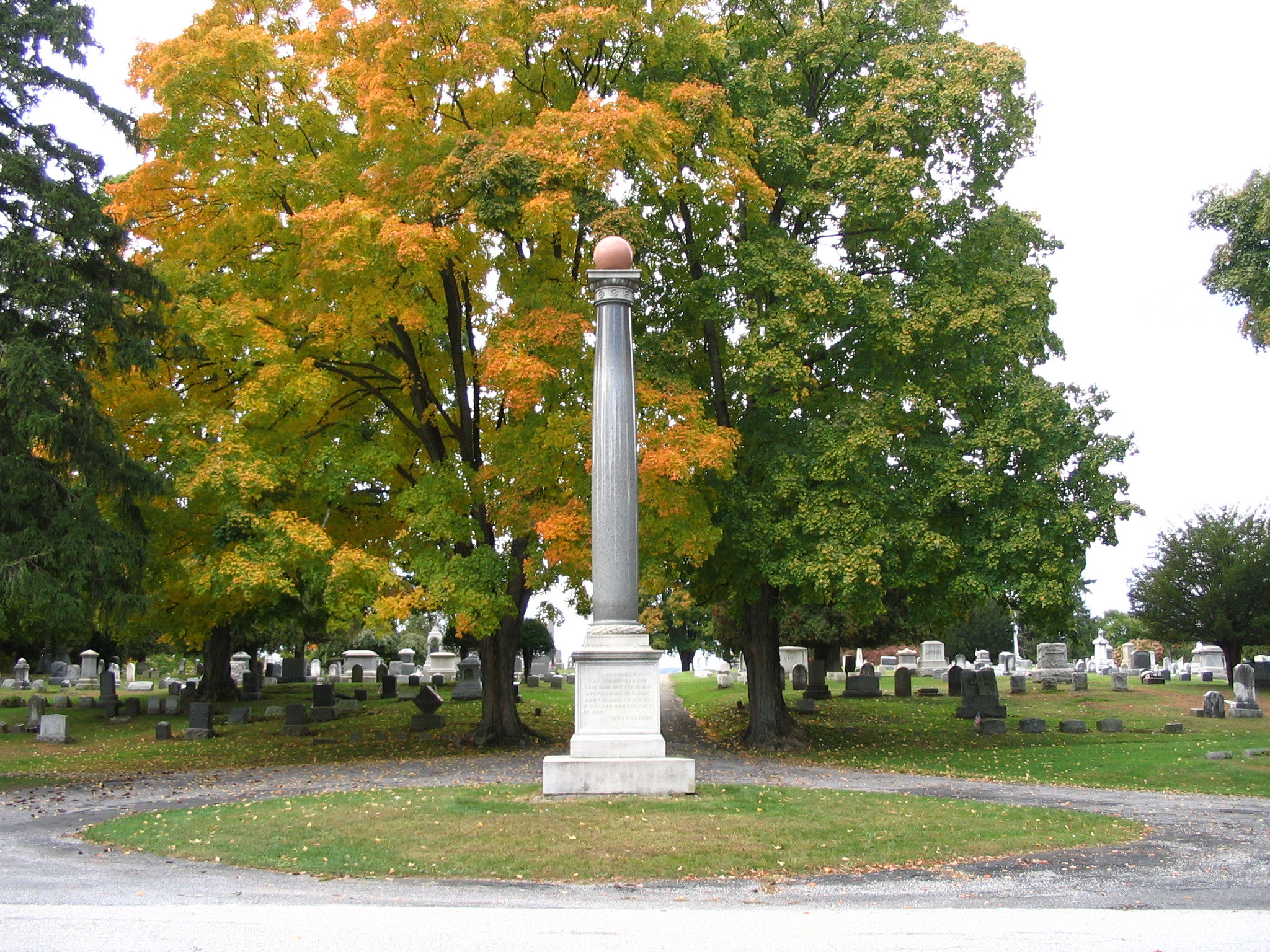
Denkmal zu Ehren Pomeroys auf dem Hillside-Friedhof

Obwohl er zu Beginn des Krieges ein altgedienter Offizier des Massachusettarmee war, spielte Pomeroy nur eine begrenzte Rolle. Er war letzten Endes fast 70 Jahre alt. Als jedoch 1775 die Belagerung von Boston begann, war Pomeroy unter den Freiwilligen, die zur Unterstützung herbeieilten. Am 17. Juni läutete ein britisches Bombardement die Schlacht von Bunker Hill ein. Pomeroy borgte sich von General Artemas Ward ein Pferd und ging nach Charlestown. Als er die Landenge von Charlestown erreichte, traf er auf zerstreute Truppen, weil der schmale Streifen Land unter Feuer britischer Kriegsschiffe lag. Er gab sein Pferd einem Soldaten, der es zurückbringen sollte, schulterte seine Muskete und marschierte durch das Sperrfeuer. Pomeroy lehnte jeden Kommandoposten ab, sondern bezog Stellung am Zaun, um mit John Starks Regiment zu kämpfen.
In der darauf folgenden Woche ernannte ihn der Kontinentalkongress zum Brigadegeneral der Kontinentalarmee. Weil seine Gesundheit nicht die beste war und Zweifel wegen seines Alters aufkamen, lehnte er die Berufung ab.
Doch als George Washington um Hilfe in New Jersey bat, marschierte er mit seiner Milizeinheit. Er vollendete die Reise jedoch nicht, sondern wurde krank und starb in Peekskill. Er wurde dort auf dem St. Peters Kirchfriedhof beigesetzt, der heute Teil des Hillside-Friedhofs ist.